# 平場安治
平場 安治（ひらば やすはる、1917年3月30日 - 2002年6月27日）は、大阪府出身の法学者、弁護士。1993年日本学士院会員。京都大学名誉教授。従三位勲二等瑞宝章。

## 学説
新派刑法理論に立つ宮本英脩の弟子。戦後まもなくハンス・ヴェルツェルの目的的行為論・人的不法論を日本に紹介し、平野龍一、福田平と共に「三平」と呼ばれた（平野は後に目的的行為論批判に転じた。）。弟子に中森喜彦、鈴木茂嗣らがいる。

## 来歴
- 大阪府生まれ。姫路高等学校 (旧制)を卒業後、京都帝国大学法学部入学。
- 1939年（昭和14年）大学在学中に高等文官試験を受験。行政科、司法科両方で合格[2]。
- 1940年（昭和15年）京都帝国大学法学部卒業後、宮本英脩の助手として同大に残る。
- 大学卒業後大日本帝国海軍入隊するも1946年（昭和21年）復員。最終階級は少佐。
- 1947年（昭和22年）京都大学法学部助教授、1954年同教授。1962年、学位論文「刑法における行為概念の研究」で京都大学より法学博士の学位を取得。
- 1964年（昭和39年）から1965年までボン大学に留学しハンス・ヴェルツェルに学ぶ。
- 1977年（昭和47年）、京都大学名誉教授の称号を受ける。1977年から1980年まで愛知県立大学学長。
- 1980年（昭和55年）から1990年まで近畿大学顧問教授となり、また弁護士としても活躍。
- 1988年（平成元年）、勲二等瑞宝章を受章。
- 2002年（平成14年）6月27日急性肺炎のため死去。叙従三位。

## 著書
- 『刑法における行為概念の研究』（有信堂、1966年）